# Tsentrálnaya usadba sovjoza Yubileini
Tsentrálnaya usabda sovjoza Yubileini (del ruso: Центральная усадьба совхоза «Юбилейный») es un posiólok del ókrug urbano de la ciudad de Armavir, en el krai de Krasnodar de Rusia. Está situado en la orilla izquierda del río Kubán, frente a Fortshtadt, 2 km al norte de Armavir y 168 km al este de Krasnodar. Tenía 561 habitantes en 2010.
Pertenece al ókrug rural Prirechni.